# Flower (canción de L'Arc~en~Ciel)
«Flower» es el quinto sencillo de la banda japonesa L'Arc~en~Ciel. Se escuchaba en el programa Proyakyu News. A menudo en sus últimos conciertos la banda hace el llamado L'Arc~en~Ciel PARADE, un popurrí con muchos de sus hits donde siempre está incluida esta canción. Además Hyde siempre toca en directo la armónica que la acompaña. 
En 2006 los primeros 15 sencillos de la banda fueron reeditados en formato de 12cm y no el de 8cm original. 

## Lista de canciones
| N.º | Título                      | Letras | Música | Duración |  |
| 1.  | «flower»                    | Hyde   | Hyde   |          |  |
| 2.  | «Sayounara»                 | Hyde   | Hyde   |          |  |
| 3.  | «flower (hydeless Version)» |        | Hyde   |          |  |